# Kamandān
Kamandān (persiska: كمندان) är en ort i Iran.   Den ligger i provinsen Lorestan, i den centrala delen av landet, 300 km sydväst om huvudstaden Teheran. Kamandān ligger 2 035 meter över havet och antalet invånare är 729.
Terrängen runt Kamandān är bergig åt sydväst, men åt nordost är den kuperad.Runt Kamandān är det ganska glesbefolkat, med 29 invånare per kvadratkilometer. Närmaste större samhälle är Aznā, 16,4 km norr om Kamandān. Trakten runt Kamandān består i huvudsak av gräsmarker.